# Даци

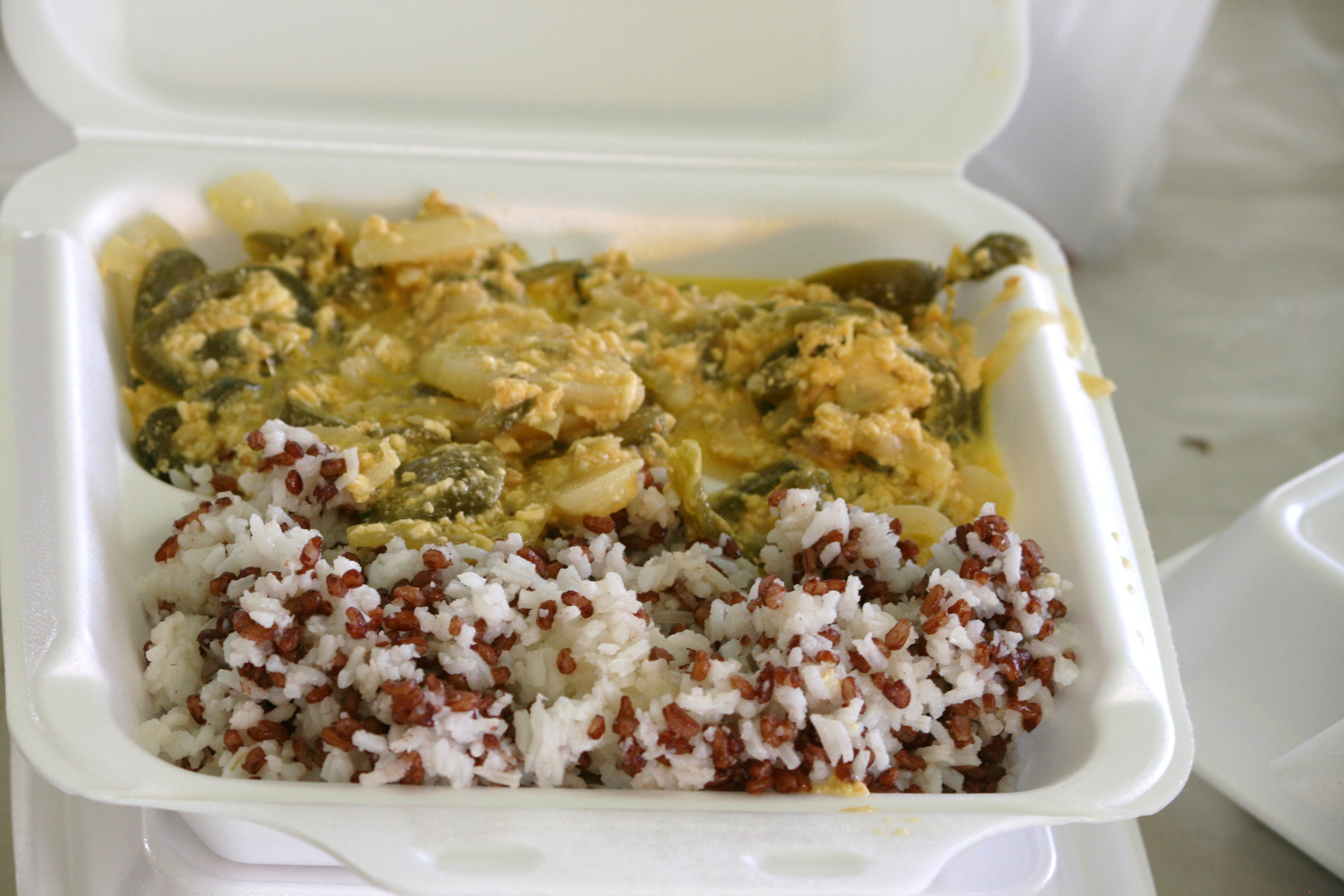
Хемадаци, национальное бутанское блюдо из перца Чили и датси, подаётся с рисом

Даци, или Датси, или Датши (дзонг-кэ དར་ཚིལ, вайли dar-tshil) — традиционный бутанский сыр из молока яка.

## Описание
Форма этого сыра после изготовления напоминает маленькие булочки. Сыр имеет белый цвет, а его аромат напоминает запах сыра с плесенью.
Даци входит в состав многих традиционных блюд Бутана, таких как хемадаци (чили и сырным соусом) или кева-даци (картофель с сырным соусом).